# Droga wojewódzka 366
Die Droga wojewódzka 366 (DW 366) ist eine 22 Kilometer lange Droga wojewódzka (Woiwodschaftsstraße) in der polnischen Woiwodschaft Niederschlesien, die Piechowice mit Kowary verbindet. Die Strecke liegt im Powiat Jeleniogórski und in der kreisfreien Stadt Jelenia Góra.

## Streckenverlauf
Woiwodschaft Niederschlesien, Powiat Jeleniogórski
-  Piechowice (Petersdorf) (DK 3)

Woiwodschaft Niederschlesien, Kreisfreie Stadt Jelenia Góra
-  Jelenia Góra (Hirschberg) (DK 3, DK 30, DW 365, DW 367)
- Podgórzyn (Giersdorf)
- Marczyce (Marzedorf)
- Sosnówka (Seidorf)
- Miłków (Arnsdorf)
- Karpacz (Krummhübel)
- Ścięgny (Steinseiffen)
-  Kowary (Schmiedeberg im Riesengebirge) (DW 367)